# 皮先卡 (邵爾斯區)
51°59′42″N 31°51′2″E / 51.99500°N 31.85056°E
皮先卡（烏克蘭語：Піщанка），是烏克蘭北部的村莊，隸屬切爾尼希夫州的科留基夫卡區。該村面積0.5平方公里，海拔高度119米，2001年人口75，人口密度每平方公里150人。